# Groupement d'intérêt public Enfance en danger
 (février 2024).
Le groupement d'intérêt public Enfance en danger ou GIPED est un groupement d'intérêt public lié à la protection de l'enfance en France.

## Structure
Le conseil d'administration du GIP est constitué de représentants de l'État (dix directions centrales de ministères), quinze représentants des départements et cinq des associations de protection de l’enfance.
Il regroupe deux services : le Service national d'accueil téléphonique pour l'enfance en danger (Snatem) créé par la loi du 10 juillet 1989 et l’Observatoire national de l'enfance en danger (Oned) créé par la loi du 2 janvier 2004.
Il est dissous le 1er janvier 2023, ses activités ayant été reprises par un nouveau groupement (en application de l'article 36 de la loi n° 2022-140 du 7 février 2022 relative à la protection des enfants), France enfance protégée.

## Anciens dirigeants
- 2018 à 2022 : Violaine Blain
- 2009 à 2015 : Marie-Paule Martin-Blachais
- 2006 à 2009 : Paul Durning